# Alexander Khatisian
Alexander Khatisian (in armeno Ալեքսանդր Խատիսեան?; Tbilisi, 17 febbraio 1874 – Parigi, 15 marzo 1945) è stato un politico e giornalista armeno.

## Biografia
Khatisian nacque a Tiflis, nel governatorato di Tiflis, nell'Impero russo (oggi Tbilisi, in Georgia). Fu sindaco di Tiflis (Tbilisi) dal 1910 al 1917. Durante questo periodo il conte Illarion Ivanovič Voroncov-Daškov si consultò con lui, il primate di Tbilisi, il vescovo Mesrop Der-Movsesian e l'eminente leader civico Dr. Hakob Zavriev sulla creazione dei distaccamenti di volontari armeni nell'estate del 1914.
Durante l'istituzione della Prima Repubblica di Armenia, prestò servizio come membro del Consiglio nazionale armeno di Tiflis al Consiglio nazionale armeno e successivamente al comitato esecutivo permanente selezionato dal Congresso armeno degli armeni orientali. Dopo la dichiarazione della Prima Repubblica di Armenia, servì come ministro degli Esteri e firmò il Trattato di Batumi con l'Impero ottomano. Fu eletto primo ministro dal 1919 al 1920. Khatisian morì in esilio a Parigi, in Francia, il 10 marzo 1945.